# Pippi gaat van boord
Pippi gaat van boord (originele titel: Här kommer Pippi Långstrump) is een Zweedse/Duitse film uit 1969. De film is gebaseerd op het boek Pippi gaat aan boord van Pippi Langkous geschreven door Astrid Lindgren in 1946, die ook het scenario voor deze film schreef. De regie was in handen van Olle Hellbom. De televisieserie Pippi Langkous gebaseerd op de boeken liep van 1969 tot 1971. De afleveringen uit het eerste seizoen werden verwerkt in twee films, waarvan deze film de tweede is. In totaal is het de derde film over Pippi Langkous.

## Verhaal
Pippi mag mee met haar vader naar Taka-Tukaland, maar besluit toch maar niet op zijn schip te stappen. Ze zegt dat ze later wel achter hem aan zal komen. Haar vader gaat akkoord en geeft haar vervolgens een koffer vol met goudstukken. Tommy en Annika zijn zeer blij dat Pippi naast hen blijft wonen in Villa Kakelbont. Twee boeven zien het goud echter en proberen het te stelen. Pippi beleeft nu thuis nog allerlei avonturen in Villa Kakelbont. Tante Pastellia probeert, samen met de agenten Kling en Klang, nog steeds om Pippi in een weeshuis te krijgen. Ondertussen zoeken de agenten ook naar de twee boeven, niet wetend dat die achter Pippi's goud zitten.

## Rolverdeling
| Acteur           | Personage                | Nederlandse stem |
| ---------------- | ------------------------ | ---------------- |
| Inger Nilsson    | Pippi Langkous           | Paula Majoor     |
| Pär Sundberg     | Tommy Settergren         | Trudy Libosan    |
| Maria Persson    | Annika Settergren        | Ida Bons         |
| Öllegård Wellton | Mevrouw Settergren       | Trudy Libosan    |
| Fredrik Ohlsson  | Meneer Settergren        | Aart Staartjes   |
| Beppe Wolgers    | Kapitein Efraïm Langkous | Paul van Gorcum  |
| Margot Trooger   | Tante Pastellia          | Ida Bons         |
| Ulf G. Johnsson  | Agent Kling              | Hans Hoekman     |
| Göthe Grefbo     | Agent Klang              | Aart Staartjes   |
| Hans Clarin      | Boef Donder-Kareltje     | Paul Brandenburg |
| Paul Esser       | Boef Blom                | Paul van Gorcum  |

## Achtergrond

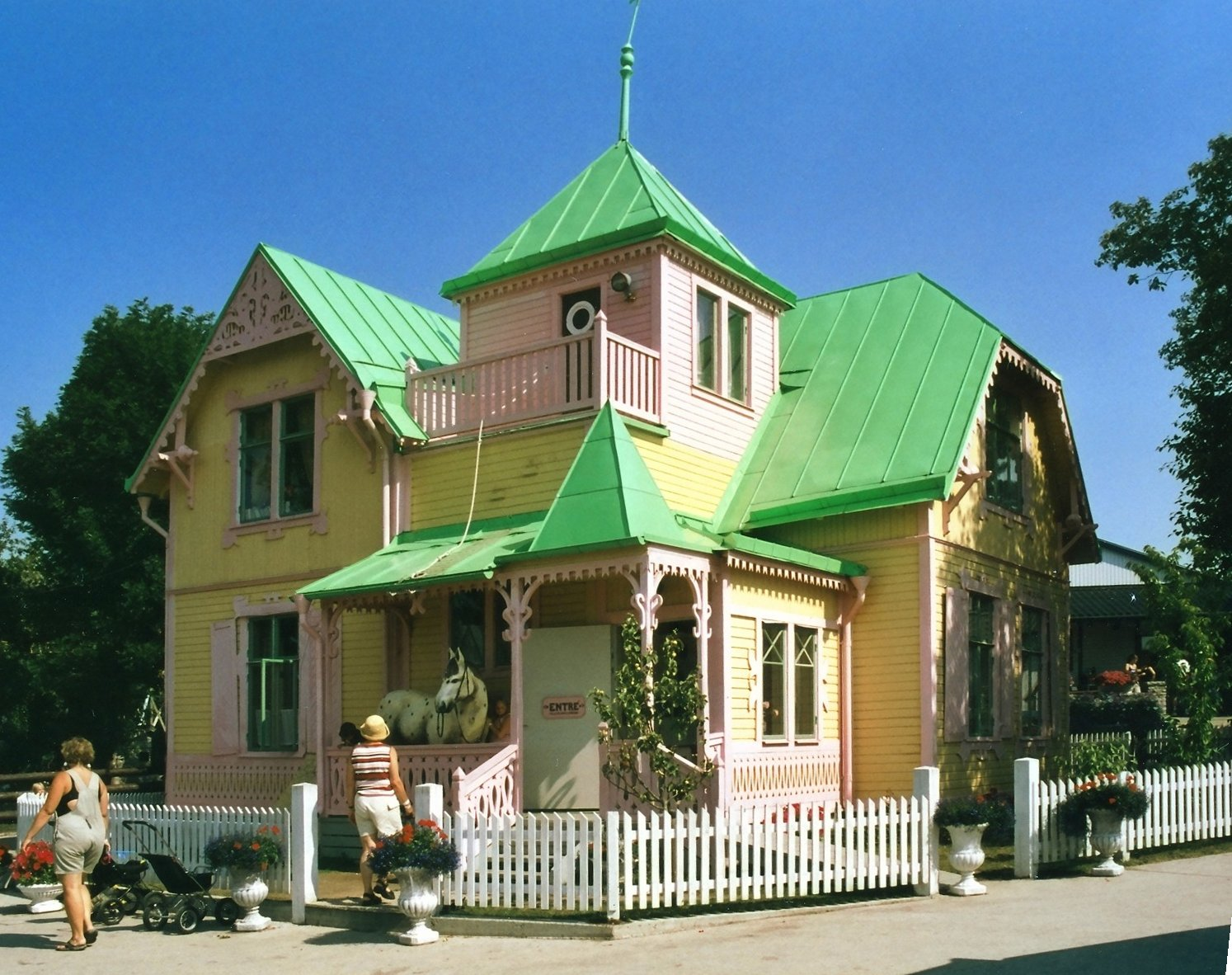
Villa Kakelbont

### Productie
In 1949 verscheen de eerste verfilming van Pippi Langkous, maar de schrijfster Astrid Lindgren was er niet tevreden mee onder andere doordat de rol van Pippi Langkous gespeeld werd door de actrice Viveca Serlachius die toen ongeveer 26 jaar oud was. Vanaf dan besloot ze om altijd zelf de filmscripts te schrijven van haar boeken in samenwerking met regisseur Olle Hellbom tot zijn dood in 1982.
In 1969 schreef Lindgren de scripts voor een televisieserie bestaande uit dertien afleveringen op basis van haar Pippi Langkous-boeken. De opnames hiervoor werden geregisseerd door Hellbom en vonden plaats van 20 februari 1968 tot 15 augustus 1968. De binnenopnames werden opgenomen in de filmstudio Filmstaden in de Zweedse gemeente Solna. De buitenopnames vonden plaats op diverse locaties in in Røros in Noorwegen en het Zweedse eiland Gotland. Deze dertien afleveringen verschenen in 1969 en waren het eerste seizoen van de televisieserie. In datzelfde jaar werden een aantal van die afleveringen bewerkt tot de film Pippi Langkous en de andere afleveringen werden bewerkt tot deze film.

### Muziek
De soundtrack werd gecomponeerd door de componisten Jan Johansson, Bo-Erik Gyberg en Gunnar Wennerberg in 1968. De teksten werd geschreven door Astrid Lindgren , Olle Hellbom schreef een tekst op muziek van Franz Schubert. Deze soundtrack wordt hergebruikt in de film Pippi Langkous uit 1969 en in deze film. De muziek werd in het Nederlands ingezongen door Paula Majoor, het kinderkoor De Schellebellen onder leiding van Paula van Alphen en een televisiekoor onder leiding van Henk van der Velde.  Hieronder volgen de nummers.
| Nr. | Titel                                                                                     |
| --- | ----------------------------------------------------------------------------------------- |
| 1   | "Här kommer Pippi Långstrump"                                                             |
| 2   | "Tjonga, Lånkan"                                                                          |
| 3   | "Sov min lilla lusegris"                                                                  |
| 4   | "Femton gastar på död mans kista"                                                         |
| 5   | "Examens-sexa på Eklundshof"                                                              |
| 6   | "Am Brunnen vor dem tore (da steht ein Lindenbaum), sång nr 5 ur Die Winterreise, D. 911" |
| 7   | "Till fjärran land ska du fara"                                                           |

### Homemedia
In 2001 verscheen deze film op VHS. Later op 4 oktober 2005 verschenen de 4 films van de televisieserie op een dvd-box. Op 27 oktober 2015 bracht Hen's Tooth Video de 4 films op blu-ray uit.